# Jacques-Joseph Baudrillart
Pour les articles homonymes, voir Baudrillart et Baudrillard (homonymie).
Jacques-Joseph Baudrillart est un agronome et forestier français, né le 20 mai 1774 à Givron et mort à Batignolles-Monceau le 24 mars 1832. Ardent défenseur de la foresterie, il est un des promoteurs de l'École royale forestière devenue École impériale forestière puis École nationale des eaux et forêts au gré des régimes politiques.

## Biographie

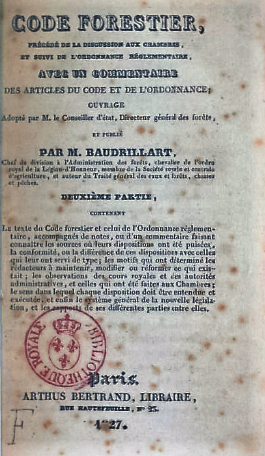
Code forestier commenté par Baudrillart, 1827

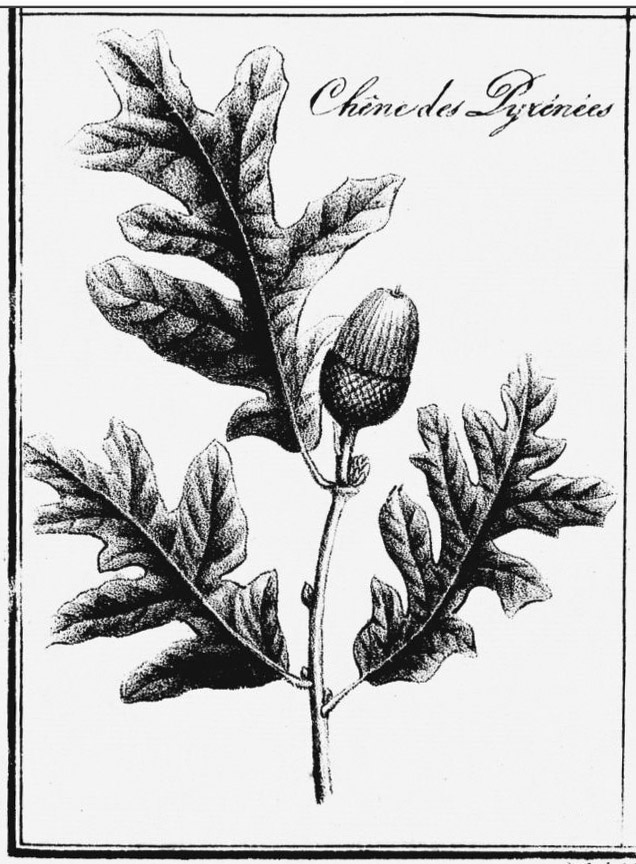
Gravure issue du Traité général des eaux et forêts, chasses et pêches.

### Formation
Issu d'une famille d'agriculteurs aisés, Jacques-Joseph Baudrillart fait ses études au collège de Rethel dans les Ardennes. Puis, il entre dans l'armée (1791-1801) et est employé aux hôpitaux ambulants. Il profite de ses voyages pour étudier l'aménagement des forêts en Allemagne.

### Carrière

#### Traducteur
Les connaissances acquises sur l'aménagement des forêts en Allemagne lui donnent entrée dans l'administration forestière.
En 1805, il traduit des ouvrages de Georg Ludwig Hartig sur la Culture du bois à l'usage des forestiers et en 1807 sur les Rapports de combustibilité des bois puis en 1808  le Manuel forestier de von Burgsdorf (de), grand-maître des forêts de la Prusse et professeur public de science forestière, qu'il intitule Nouveau manuel forestier à l'usage des agens forestiers de tous grade [...] et adapté à notre administration. Ces ouvrages sont publiés et diffusés sous les bons auspices de Joseph-Alexandre Bergon, directeur général des forêts, alors que Baudrillart est premier commis de l`Administration générale des Forêts.

#### Gestionnaire et Juriste
Il participe de 1801 à 1807 au Mémorial forestier, recueil des lois et arrêtés relatifs à l'administration forestière et de 1805 à 1816 aux Annales forestières.

#### Administration générale des forêts
En 1819, il est promu chef de division dans l'administration générale des forêts.
Il publie de nombreux ouvrages sur les codes de la pêche, de la chasse et de la forêt.
Son ouvrage de référence Traité général des eaux et forêts, chasses et pêches qui renferme un recueil chronologique des Règlements forestiers depuis 1719  donne la définition de l'aménagement forestier retenue par l'administration belge en 1834 et sert encore de référence à l'écologie moderne :
« C'est l'art de diviser une forêt en coupes successives, ou de régler l'étendue ou l'âge des coupes annuelles, de manière à assurer une succession constante de produits pour le plus grand intérêt de la conservation de la forêt, de la consommation en général et du propriétaire. »
L'ouvrage est traduit par Charles Drion en allemand, la langue du pays le plus avancé à l'époque sur la foresterie. il est correspondant de l'Académie forestière Saxe-Gotha.
L'école royale forestière de Nancy est ouverte en 1824 grâce à ses interventions et l'appui de l'administrateur des Eaux et Forêts, Charles Marcotte.
Une nouvelle organisation administrative l'ayant fait déchoir de son rang en 1831, il fait une crise cardiaque puis entre dans une profonde dépression qui hâta sa fin.

### Qualifications
Titres inscrits sur la première page d'ouvrages.

#### Membre
- Société royale et centrale d'agriculture
- Conseil d'administration de la Société d'encouragement pour l'industrie nationale

#### Correspondant
- Sociétés d'agriculture et des sciences et arts de Versailles et de Besançon
- Académie des Forêts et chasses de Saxe-Gotha

## Publications

### Auteur
- Jacques-Joseph Baudrillart (10 volumes ; 1821-1834), Traité général des eaux et forêts, chasses et pêches, Paris, Nabu Press, 2010, 796 p. (ISBN 978-1-146-94525-7), [vol. 1], [vol. 2], [vol. 5] ;
- Jacques-Joseph Baudrillard, Dictionnaire de la culture des arbres et de l'aménagement des forêts (tome VII de la série Agriculture de l'Encyclopédie méthodique), Paris, Mme Veuve Agasse, 1821 (lire en ligne)[note 1]
- Jacques-Joseph Baudrillart, Code forestier : précédé de la discussion aux Chambres et suivi de l'ordonnance réglementaire, Arthus-Bertrand, 1827, 730 p. (lire en ligne)
- Jacques-Joseph Baudrillart, Code de la pêche fluviale, Paris, Arthus Bertrand, 1829, 496 p. (ISBN 978-1-168-61602-9, lire en ligne)
- le Mémorial forestier (1801-1816)
- les Annales forestières (direction de la revue avec Doniol et Chanlaire[14], 8 vol. 1808-1816) ;
- l' Annuaire forestier (1811 à 1813).
- (de) Jacques-Joseph Baudrillart (trad. du français par Charles Drion), Forst-Gesetzbuch und Reglementar-Ordonnanz, nebst einer Erläuterung der Artikel des Gesetzbuchs und der königlichen Ordonnanz, herausgegeben, Saverne, J. R. Aweng, 1828 (ASIN B001DAN1P2)

### Traducteur
- Georges-Louis Hartig (trad. Jacques-Joseph Baudrillart), Instruction sur la culture du bois, à l'usage des forestiers [« Anweisung zur Holzzucht für Förster »], Paris, Imprimerie de C.-F. Patris, 1805, 1re éd., 173 p. (ASIN B001C7ZLIG)
- Georges-Louis Hartig (trad. Jacques-Joseph Baudrillart), Instruction sur la culture du bois, à l'usage des forestiers [« Anweisung zur Holzzucht für Förster »], Paris, Levrault, Schoell et Cie, 1805, 2e éd., 160 p. (lire en ligne)
- Georges-Louis Hartig (trad. de l'allemand par Jacques-Joseph Baudrillart), Expériences physiques sur les rapports de combustibilité des bois entr'eux, Paris, Arthur-Bertrand, 1807, 108 p. (ASIN B001C7ZLJK)
- Friedrich August Ludwig von Burgsdorf (trad. de l'allemand par Jacques-Joseph Baudrillart), Nouveau manuel forestier, Paris, Arthur-Bertrand, 1808, 108 p. ; en 2 volumes de LII, 460 et 579 pages ; 1788/1796 ; [vol.1 sur Gallica] ; [vol.2 sur Gallica]